# Vindeby Mølle
Vindeby Mølle er en Hollandsk vindmølle, beliggende nordøst  for Tårs på Lolland. Den er bygget helt af træ med undermøllen beklædt med tagpap og spånlagt overmølle. Hatten er bådformet. Den krøjes manuelt fra galleriet, der er placeret hele vejen rundt om møllen på broloftet over undermøllen.  Den har hækværk til sejlene og er dateret til  år 1824, hvilket fremgår af undersøgelser af møllens brandtaksationer, foretaget af Ravnsborg Lokalhistoriske Arkiv. Dateringen bekræftes af en dendrokronologisk bestemmelse af de tykke egetræsbjælker i den bærende konstruktion.
Den svære bjælkekonstruktion og den usædvanlige gennemkørsel med port i østsiden tilskrives tilstedeværelsen af et såkaldt stampeværk i møllen, som har givet kraftige vibrationer, når møllen var i drift, ligesom det har optaget pladsen i midten af møllen hvor gennemkørslen normalt er placeret i hollandske vindmøller.
Vindeby Mølle blev fundet bevaringsværdig og fredet i 1959, hvor vingerne blev revet af under en storm. Driften ophørte i 1975, men ejeren, Helge Green sørgede for, at man bevarede så meget som muligt af det originale tømmer og inventar. I 1986 overdrog han møllen til “Vindeby Møllelaug” og  i 1989 påbegyndtes en restaurering af møllehatten, vingerne, omgangen og yderbeklædningen på baggrund af de originale forlæg. Restaurering forløb i næsten ti år, inden en fuldt funktionsdygtig mølle kunne genindvies 25. april 1998.

## Møllens historie
På samme lokalitet som den hollandske vindmøller har der ligget en eller flere stubmøller. Der findes optegnelser om møllere helt tilbage til 13. december 1763, hvor Anders Olsen afhændede den daværende mølle til Peter Beyerholm. Herefter skiftede møllen ejer flere gange, inden Anders Clausen i forbindelse med sin erhvervelse af møllen fik den takseret i 1812. I 1817 brændte de fleste bygninger, men ikke møllen, og det fremgår af arkiverne, at ”en person” har været fængslet i et halvt år, mistænkt for brandstiftelse. Den nedslidte og praktisk taget værdiløse stubmølle nedbrændte 9. september 1823, og på baggrund af den tidligere brand og en overforsikring af møllen, opstod der mistanke om forsikringssvindel.  . Da mølleren havde været på besøg hos sin bror i Ravnsholt, da branden udbrød, og møllens perse eller et af drevene angiveligt var defekte, blev forsikringssummen udbetalt. Den nuværende hollandske vindmølle opførtes for forsikringssummen.  Den 11. januar 1825 solgte Anders Clausen den endnu ikke færdigbyggede mølle, hvilket førte til fornyede rygter om svindel.
Køberen af møllen hed Niels Raahauge og efter hans død i 1856 overtog hans enke Birgith Hansigne Raahauge møllen, som senere overgik til sønnen Ferdinand Raahauge, der drev møllen indtil 1884. Af taksationen i 1872 fremgår det, at møllen i perioden forud har gennemgået en omfattende istandsættelse. 
Magnus Krogstrup Petersen erhvervede møllen i 1884 og drev den til sin død i 1904 hvor sønnerne Peter Carl Krogstrup og Niels Poul Krogstrup førte den videre indtil 1905, hvor Johannes Christian Rasmussen overtog den og drev den indtil 1938. Hidtil havde møllen kun beskæftiget sig med at male korn ved hjælp af vindkraft, men i Rasmussens tid som møller blev den udstyret med en petroleumsmotor, og for at supplere indtægterne udvidede han forretningen med salg af foderstoffer og brændsel. Møllen blev i 1938 overdraget til møllersvenden Helge Gren, som ca. 1947 opgav at udnytte vindkraften og drev kværnen ved hjælp af petroleumsmotoren, der omkring 1968 blev suppleret med en el - motor.  Gren overlod en del af driften til sine brødre, bl.a. fordi han engagerede sig i lokalpolitik, i en periode som sognerådsformand. Han drev den formelt indtil 1993, selv om den i 1986 var blevet overdraget til Vindeby Møllelaug med henblik på restaurering.